# River Lune (vattendrag i Storbritannien, lat 54,05, long -2,83)
River Lune är ett vattendrag i Storbritannien.   Det ligger i riksdelen England, i den centrala delen av landet, 300 km nordväst om huvudstaden London.